# Auxiliary power unit

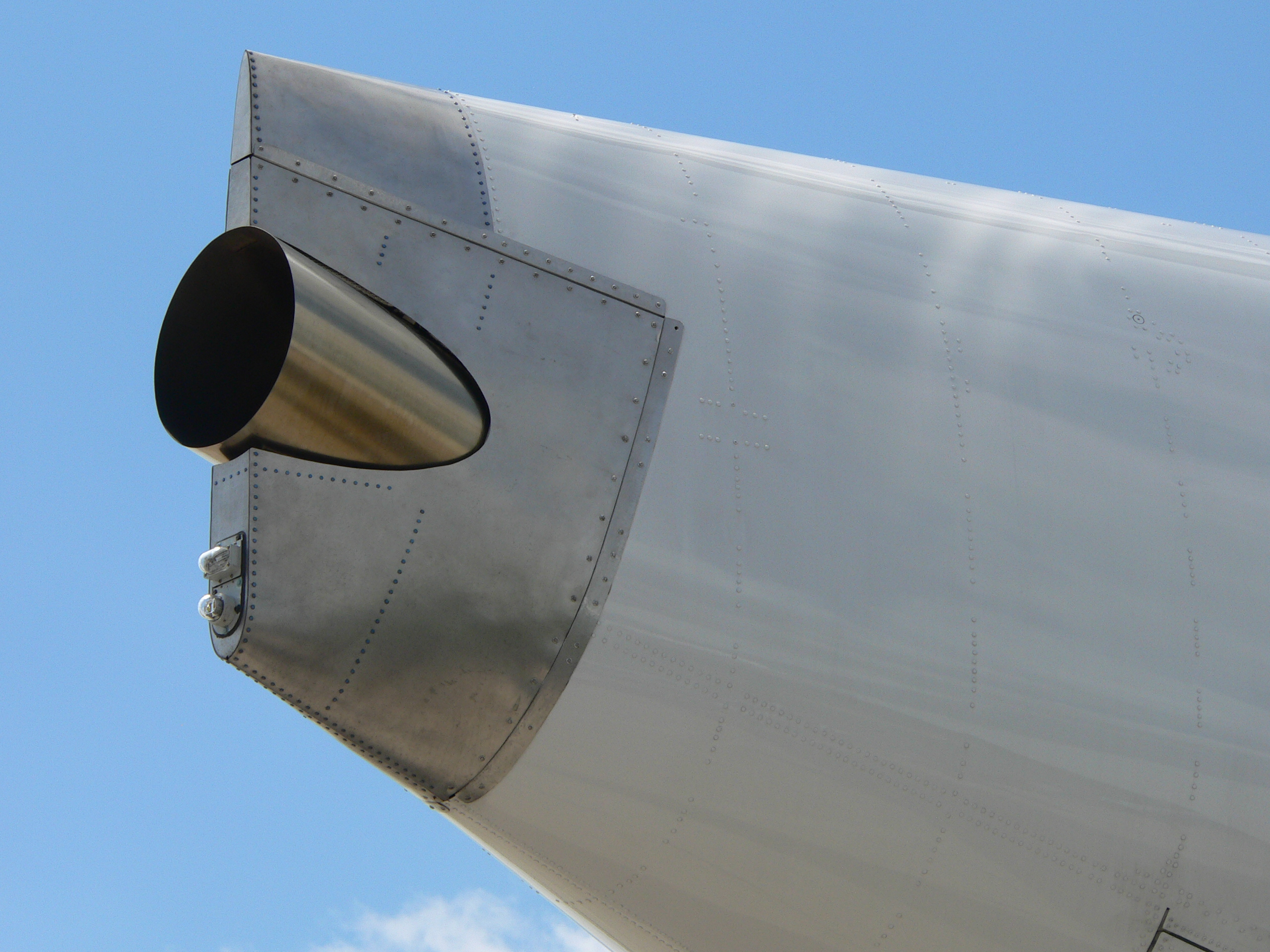
De uitlaat van een APU op de staart van een Airbus A380

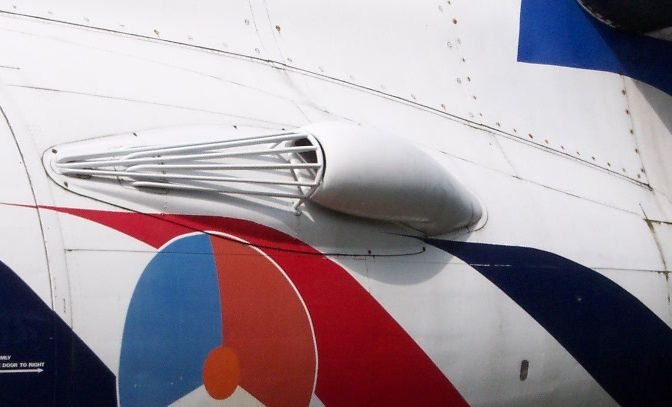
De inlaat van een APU van een Fokker F27 in het Militair Luchtvaart Museum.

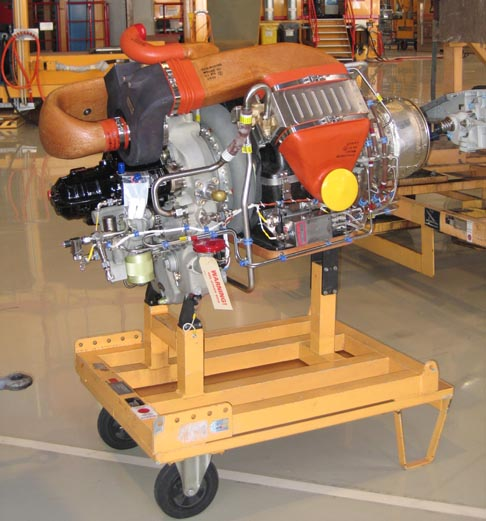
APIC APU voor de Airbus 318/319/320/321

Een auxiliary power unit (APU) of hulpaandrijvingseenheid is een apparaat dat in een voertuig de energie levert voor functies anders dan voortstuwing van het betreffende voertuig. APU’s worden vooral aangetroffen in vliegtuigen, op een paar grote landvoertuigen en in maritieme installaties c.q. schepen.

## Vliegtuigen
Het primaire doel van een vliegtuig-APU is de energie leveren voor het starten van de hoofdmotoren. Turbinemotoren van vliegtuigen hebben grote zware rotorbladen, die moeten worden opgevoerd naar hoge rotatiesnelheid voordat de compressie in de motor voldoende is en de ontsteking van de brandstof kan plaatsvinden. Dit proces vereist meer energie dan geleverd kan worden door een accu of batterij van acceptabel formaat. De APU lost dit probleem op door het vliegtuig in twee stappen van energie te voorzien. Eerst wordt de APU gestart door een elektrische motor, die wel door een accu kan worden gestart of door een externe krachtbron. Nadat de APU is gestart, levert deze de elektrische energie voor het vliegtuig en de pneumatische energie voor het starten van de vliegtuigmotoren.
APU's hebben ook andere functies. Zo leveren ze de stroom voor het aandrijven van de elektrische systemen aan boord voordat het vliegtuig vertrekt. Verder levert de APU pneumatische druk om de airconditioning systemen aan te drijven. Sommige APU’s zijn ook verbonden aan een hydraulische pomp, zodat monteurs en crews het vliegtuig deels kunnen besturen zonder de hoofdmotoren te hoeven starten. Dit systeem kan ook als back-up worden gebruikt indien de motor uitvalt tijdens een vlucht.

## Ruimtevaart
APU's waren ook een cruciaal onderdeel voor spaceshuttlevluchten. APU’s die gebruikt worden in de ruimtevaart leveren geen elektrische stroom maar hydraulische druk. Een spaceshuttle heeft drie APU’s, aangedreven door hydrazine. Ze werken alleen tijdens het opstijgen en het landen. Tijdens het opstijgen leveren de APU’s de hydraulische kracht voor de cardanische ophanging van de motoren van de shuttle. Gedurende het landen leveren ze de kracht voor de remmen.

## Militair gebruik
APU's kunnen worden aangebracht in bepaalde types tank om elektrische energie te leveren wanneer de tank stilstaat. Dit heeft als voordeel dat de motor niet de hele tijd hoeft te draaien waardoor brandstof bespaard blijft en het voertuig minder hitte afgeeft.

## Commerciële voertuigen
De meest alledaagse APU voor een commerciële vrachtwagen is een kleine dieselmotor met een eigen koelsysteem, verwarmingssysteem, generator en airconditioning compressor. Deze APU's worden gebruikt om de climate control en elektrische systemen in de bestuurderscabine draaiende te houden terwijl de truck stilstaat. Ze worden vooral gebruikt tijdens de verplichte rustpauzes die vrachtwagenchauffeurs moeten nemen, zodat de motor van de vrachtwagen niet de hele tijd hoeft de lopen.
Bij oudere dieselmotoren werd soms een APU in plaats van een elektrische motor gebruikt om de hoofdmotor te starten.

## Maritiem gebruik
Aan boord van schepen en maritieme installaties wordt er ook gebruikgemaakt van APU's al is de gebruikelijke benaming doorgaans hulpgenerator of in het Engels auxiliary generator.
Voor het overgrote deel worden deze generatoren gebruikt om elektriciteit op te wekken voor het scheepsnet wanneer de hoofdmotor zelf niet beschikbaar is.
Verder worden hulpmotoren gebruikt voor een aantal specifieke systemen zoals hydrauliek powerpacks, baggerpompen en incidenteel een noodstartluchtcompressor.
Zie verder hulpbedrijf

## Spoorwegmaterieel
De locomotieven van het type MaK DE 6400 hebben een hulpdieselmotor, die bij een geparkeerde loc elektriciteit opwekt voor batterijlading en voor de verwarmingselementen die het koelwater van de hoofddieselmotor op temperatuur brengen of houden. Hierdoor is de hoofdmotor altijd op bedrijfstemperatuur en is het niet nodig de hoofdmotor stationair warm te laten draaien.